# Otó de Freising

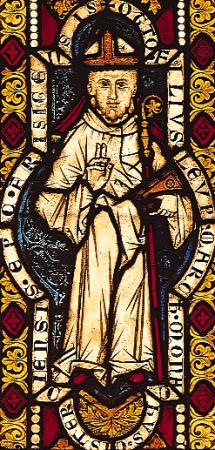
Otó de Freising

Otó de Freising, Otó de Frisinga o Otto von Freising (cap a 1114 - 1158) va ser un bisbe i cronista alemany.

## Biografia
Nascut entre 1111 i 1114, va ser el cinquè  fill de Leopold III (de la casa de Babenberg), marcgravi d'Àustria, i de la seva segona esposa Agnès, filla de l'emperador Enric IV. A través del primer matrimoni d'Agnès amb Frederic I, duc de Suàbia, Otó és mig germà de l'emperador Conrad III i oncle de l'emperador Frederic I Barba-roja.
El 1126, encara molt jove, va ser elegit prebost del capítol de canonges de Klosterneuburg, prop de Viena. Després va estudiar teologia a París i el 1132 va entrar a l'orde cistercenc. Malgrat la seva poca edat va ser elegit abat de l'Abadia de Morimond a Borgonya cap a 1136-1138 i poc després bisbe de Freising (Baviera). Allà es dedicà a reformar la vida monàstica i introduí a Freising l'estudi d'Aristòtil.
El 1147 va participar en la desastrosa Segona Croada amb Conrad III i trobar-se al comandament d'un cos d'exèrcit. Tot i que aquest és delmat durant la marxa per Anatòlia, va aconseguir arribar a Jerusalem i tornar cap a l'any 1148 o 1149. Va gaudir del favor del successor de Conrad, Frederic I Barba-roja, que va acompanyar a Itàlia el 1154 per a la seva coronació a Roma. El 1158 es va traslladar a França per un capítol general de l'orde cistercenc, viatge durant el qual va visitar la seva antiga abadia de Morimond, on va caure malalt, i hi va morir el 22 setembre 1158.
És un adepte de la teoria històrica translatio imperii, una teoria que fa la base de l'eurocentrisme segons la qual el poder va passar «naturalment» de Roma a Constantinoble, seguidament als llatins, dels llatins als llombards i d'aquests últims als germànics. Otó dibuixa el camí del poder i del coneixement com el poder d'est a oest.

## Obres
És autor de dues obres històriques:
- La Chronica sive Historia de duabus civitatibus (Crònica o història de les dues ciutats) és una obra històrica i filosòfica en vuit llibres, que segueix a sant Agustí d'Hipona i a Orosi. En l'obra Otó també informa d'una trobada amb el bisbe Hug de Gabala, en aquesta s'assabenta d'un rei cristià nestorià a l'Orient anomenat el Preste Joan (és el primer esment d'aquesta figura llegendària).
- Més coneguts són els seus Gesta Friderici Imperatoris[4] (Gestes de l'emperador Frederic), escrits a petició del mateix emperador, una de les fonts més importants sobre els primers anys de l'imperi dels Hohenstaufen.[2]